# Pochazina sublobata
Pochazina sublobata är en insektsart som först beskrevs av Stsl 1870.  Pochazina sublobata ingår i släktet Pochazina och familjen Ricaniidae. Inga underarter finns listade i Catalogue of Life.